# Parasolid
Parasolid ist ein Modellierkern für 3D-CAD-Systeme, der ursprünglich vom Unternehmen UGS entwickelt und 2007 von Siemens PLM Software übernommen wurde.

## Einsatzgebiete
Neben dem Einsatz in CAD-Systemen wird Parasolid auch in CAM-, FEM- und NC-Systemen sowie in Programmen zur Formatkonvertierung und Visualisierung verwendet.

## Funktionen
Aufgabe des Parasolid ist es, dem aufsetzenden Programm Funktionen zur Verfügung zu stellen, mit denen Solids und/oder 3D-Flächenmodelle mathematisch beschrieben, verändert und auf dem Bildschirm dargestellt werden können. Derzeit gibt es keine Möglichkeit, reine 2D-Elemente wie z. B. Linien und Bögen abzubilden. Die zur Verfügung stehenden Komponenten werden von UGS als Open Softwaretools bezeichnet.

## Bedeutung des Modellierkerns
Allgemein treten bei der Konvertierung der mathematischen Beschreibung von 3D-Körpern in Neutralformate (z. B. IGES, VDA-FS, STEP), die von verschiedenen CAD-Programmen gelesen werden können, Ungenauigkeiten auf. Um diese Ungenauigkeiten zu vermeiden, ist es nötig, auf Konvertierungen zu verzichten und stattdessen für die Volumendaten eines Produktes möglichst durchgehend – vom Beginn der Konstruktion bis zur mehrjährigen Serienbetreuung – ein originäres Dateiformat zu benutzen. Ein solches Dateiformat ist an ein bestimmtes CAD-Programm und damit auch an einen bestimmten Modellierkern gebunden.
U. a. in der Automobilindustrie wird daher i. d. R. vom Herstellerkonzern den Lieferanten das zu verwendende CAD-Programm und damit der enthaltene Modellierkern mit genauem Versionsstand vorgegeben, z. B. bei Opel das auf Parasolid basierende NX (Siemens).

## Dateierweiterungen
Parasolid-Dateien für Parts erhalten normalerweise die Dateierweiterung *.x_t (Textdateien, mit einem Editor im Klartext lesbar) oder – seltener – *.x_b (Binärdateien).

## Lizenzierung Parasolid-basierter CAD-Programme
Parasolid wird sowohl in UGS-eigenen CAD-Produkten vertrieben als auch an Programmanbieter aus dem CAD-Umfeld lizenziert. Damit tritt UGS teilweise in Konkurrenz zu seinen Lizenznehmern bzw. lizenziert seine direkten Wettbewerber.
Nach eigenen Angaben nahm die Zahl der Endlizenzen von 870.000 im Jahr 2007 auf 3.500.000 im Jahr 2011 zu. Damit ist Parasolid der nach Endlizenzen verbreitetste 3D-Kern. Vergleichbare Mitbewerber sind der in CATIA enthaltene Kern namens CGM Core Modeler mit ca. 1.000.000 Endlizenzen und der ACIS-Kern mit ca. 2.000.000 Endlizenzen, beide von Dassault Systèmes. Dabei ist Dassault Systèmes jedoch Parasolid-Lizenznehmer für ihr CAD-System SolidWorks, zugleich kann der ACIS-Konverter Parasolid-Dateien verarbeiten.
Parasolid-basierte Programme haben den Vorteil, dass sie in verschiedenen Leistungsfähigkeiten und Preisklassen vertrieben werden und trotzdem aufgrund des gemeinsamen Modellierkerns weitgehend identische Ergebnisse liefern, ohne dass eine Konvertierung, bei der Ungenauigkeiten auftreten können, nötig ist.
Im Folgenden sind einige der 350 auf Parasolid basierenden Programme aufgeführt:
- Allplan
- Esprit (CAD/CAM)
- Mastercam
- MicroStation
- NX von Siemens PLM Software
- Solid Edge von Siemens PLM Software
- SolidWorks
- T-Flex Parametric CAD
- TopSolid
- Vectorworks